# 孟姜女庙
孟姜女庙，又称贞女祠，位于中国河北省秦皇岛市山海关区孟姜镇望夫石村，为秦皇岛市省级文物保护单位，类型为古建筑，公布时间为1982年7月23日。
孟姜女庙为纪念中国历史传说中的人物孟姜女而建。地方志称始建于宋以前。亦有学者认为始建于明代万历年间。